# Lujkí (Briansk)
|  | Per a altres significats, vegeu «Lujkí». |

Lujkí (en rus: Лужки) és un poble de l'óblast de Briansk, a Rússia, que el 2013 tenia 43 habitants, pertany al districte d'Unetxa.